# Tarnowski-Palast

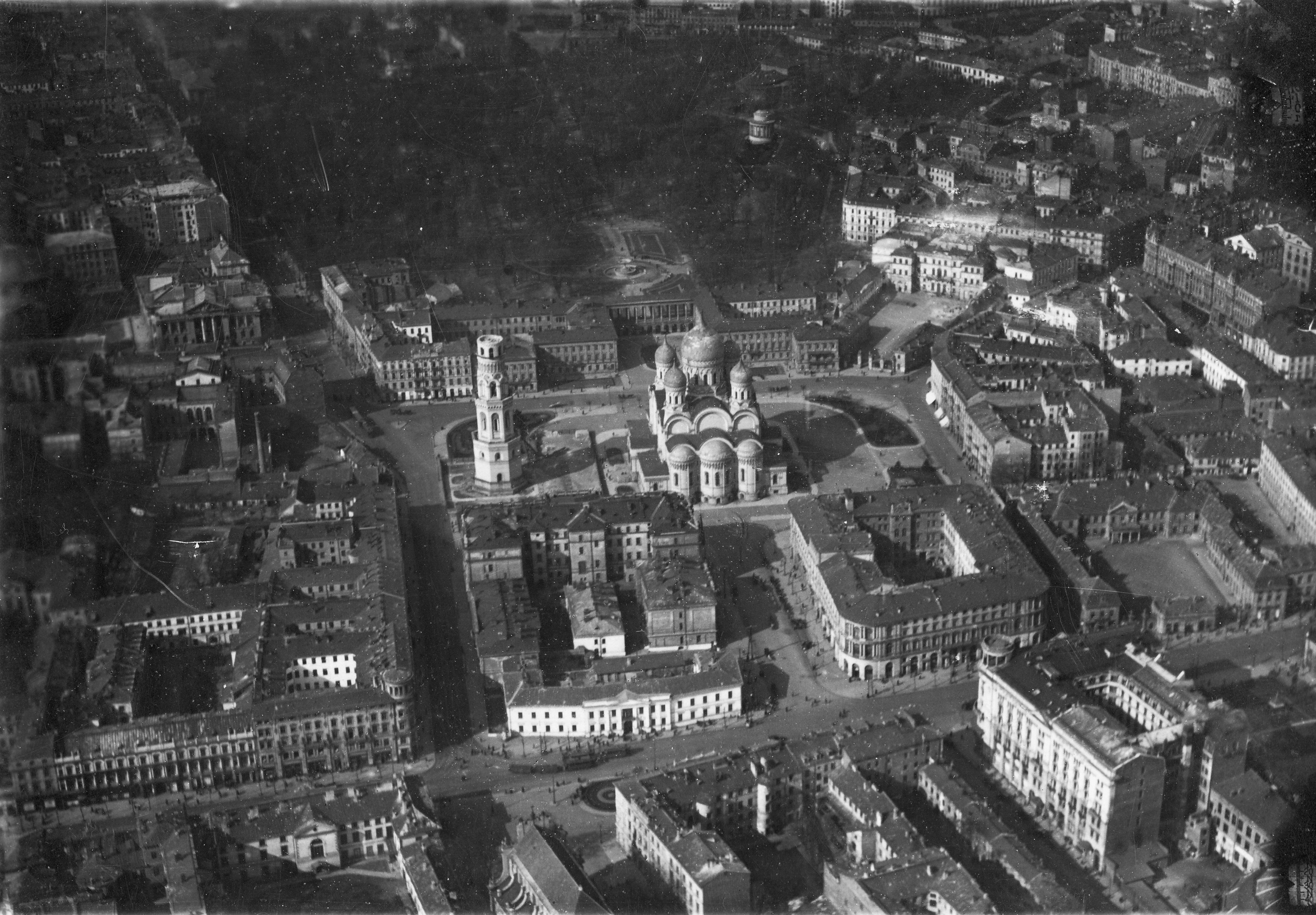
Luftaufnahme Anfang der 1920er Jahre. Das Hotel „Bristol“ ist das helle Gebäude mit Innenhof an der rechten unteren Bildecke. Hier befand sich der Tarnowski-Palast vor seinem Abriss im Jahr 1898. Gegenüber an der Krakowskie Przedmieście stand bereits seit 1877 das Hotel Europejski (mit abgerundeten Ecken)

Der Tarnowski-Palast (polnisch: Pałac Tarnowskich) war eine Warschauer Magnatenresidenz, die vom 17. bis zum Ende des 19. Jahrhunderts bestand. Heute steht an ihrer Stelle an der Prachtstraße Krakowskie Przedmieście (Nr. 42/44) im Warschauer Innenstadtdistrikt ein bekanntes Hotel.

## Geschichte
Zu Beginn des 16. Jahrhunderts gehörte das Grundstück dem Bürgermeister Warschaus, Serafin. Im Jahr 1655 entstand ein zunächst eingeschossiges Gebäude an der Ecke Krakowskie Przedmieście und dem damals noch schmalen Fußgängerweg Ulica Karowa. Bauherr war der Starost Franciszek Andrault de Buy. In den folgenden 150 Jahren hatte der mehrfach umgebaute und erweiterte Palast wechselnde Besitzer aus bedeutenden polnischen Adelsgeschlechtern. Nach Franciszek Andrault war etwa ab 1732 Kazimierz Czartoryski Eigentümer, ab 1741 Izabela Czartoryska und ab 1758 der Großkronmarschall Stanisław Lubomirski. Unter Lubomirski wurde das Anwesen von 1760 bis 1763 nach einem Projekt von Charles Pierre Coustou umgebaut. Schließlich erwarb Stanisław Kostka Potocki den Palast. Ignacy Potocki war seit 1783 der Eigentümer. Im Jahr 1802 gelangte das barocke Gebäude von den Erben Potockis in die Hände der Familie Tarnowski.

### Unter den Tarnowskis
Unter dem Eigentümer Rafał Tarnowski tagte die Warschauer Gesellschaft der Freunde der Wissenschaften zu Beginn des 19. Jahrhunderts im Palast. Im Jahr 1809 diente nach der Schlacht von Raszyn der Palast bis zum Abzug der österreichischen Truppen als Sitz von deren Kommandeur, General Maiersfeld. Während des Novemberaufstandes lebte hier der General Jan Skrzynecki mit Frau Amelia und seinen Kindern. Am Abend des 15. August 1831 versuchte eine gegen den General protestierende Gruppe unter dem Motto „Hängt die Verräter!“ (polnisch: „Wieszać zdrajców!“), in den Palast zu gelangen und sich der Familie des Abwesenden zu bemächtigen. Dank des Einsatzes des Kommandeurs der Nationalgarde, General Antoni Jan Ostrowski und des Gouverneurs von Warschau Jan Krukowiecki passierte den Skrzyneckis nichts.
In den Jahren 1823 bis 1829 befanden sich in Teilen des Gebäudes Fabrikationsräume für Messingwerkzeuge von Wilhelm Wernitz. Später zog hier die Werkstatt für landwirtschaftliche Maschinen von A. Muszyński ein. Von 1839 bis 1844 war Olimpia Tarnowska die Besitzerin. Etwa 1856 wurde neben dem Palast an der Seite der Karowa ein Tor von Enrico Marconi errichtet. Eine hier angebrachte Skulptur der Warschauer Meerjungfrau stammte von Konstanty Hegel. Ab 1856 befand sich im Tarnowski-Palast nach ihrem Auszug aus dem Palast zu den vier Winden der Sitz der Nowa Resursa Kupiecka (eine Abspaltung von der älteren Warszawska Resursa Kupiecka), bis die bis dahin in Resursa Obywatelska umbenannte Gesellschaft 1861 ein eigenes Gebäude in der Krakowskie Przedmieście 64 (Gebäude der Bürgerressource) beziehen konnte. In Folge hatte die Diskont-Bank (polnisch: Bank Dyskontowy) hier ihre Büros, bis auch sie in ein eigenes Objekt in der Ulica Aleksandra Fredry umzog.
1892 wurde der rechte Seitenflügel des Palastes nach einem Projekt von Kazimierz Loewe umgebaut. Dabei wurde der Mittelteil des Daches durch eine Glasscheibenkonstruktion ersetzt, durch die die Einrichtung eines großen Fotoateliers ermöglicht wurde. Zunächst betrieb der Fotograf E. Troczewski hier sein Studio, später firmierte das Studio unter Fotoatelier Konstanty (siehe dazu auch den Link zur Postkarte unter Weblinks). Im Jahr 1895 wurde der Palast an die Hotelbau- und Betreibergesellschaft (polnisch: Towarzystwu Budowy i Prowadzenia Hotelów) von Ignacy Paderewski, Stanisław Roszkowski und Edmund Zaremba verkauft.

### Rotunda und Hotel Bristol
Das 1895 übernommene Gebäude wurde 1898 abgerissen. Auf dem ostwärtigen Teil des Grundstücks war bereits 1897 auf Kosten des Haupteigentümers Paderewski ein Rundbau (Rotunda) im Stil der frühen florentinischen Renaissance entstanden, in dem Panoramabilder gezeigt wurden. 1897 kam es hier zur Ausstellung von Jan Stykas Gemälde „Panorama von Golgota“. Das Hotel Bristol wurde dann an der Kreuzungsecke von 1899 bis 1901 unter Władysław Marconi und Stanisław Grochowicz im Jugendstil mit Einflüssen der Neorenaissance erbaut. Dabei wurde die Karowa zu einer befahrbaren Straße erweitert und um das Stanisław-Markiewicz-Viadukt ergänzt.
Die Rokokotäfelungen eines Salons des Palastes (vermutlich eines Schlafzimmers, vermutlich von dem französischen Kunsttischler Juste-Aurèle Meissonnier) wurden erhalten; sie waren zunächst im Nationalmuseum Warschau ausgestellt und befinden sich heute in der ersten Etage des Südflügels des Königsschlosses in den ehemaligen Wohnräumen Stanislaus II. Augusts, deren Original-Ausstattung nicht erhalten geblieben ist.

## Architektur
Es handelte sich um einen barocken, zweigeschossigen, für die Zeit typisch gestalteten Stadtpalast, bestehend aus einem zurückgesetzten Kerngebäude (Corps de Logis) mit einem Mittelrisalit, der einen Balkon im ersten Geschoss trug und mit einem mit Fenstern versehenen Dreiecksgiebel abschloss. Das Gebäude verfügte vor seinem Abriss über ein hohes Dach. Zur Linken (Norden) schloss sich im rechten Winkel ein ebenfalls zweigeschossiges, aber niedrigeres Flügel-Nebengebäude an. An der rechten Seite befand sich ein auch von der Krakowskie Przedmieście zugängliches Nebengebäude mit (Ende des 19. Jahrhunderts) unregelmäßigem Baukörper. Die beiden Nebengebäude bildeten so einen rechteckigen Ehrenhof für den Palast, der mit einer gusseisernen Toreinfahrt und Gittern zur Straße hin abschloss. Auf einem Foto von 1896 sind Werbetafeln von diversen Geschäften, die offenbar im Palast untergebracht sind, am Zaungitter erkennbar, so auch für das Fotounternehmen E. Troczewski (polnisch: Zakładu Fotograficznego E. Troczewskiego) und das Fahrradgeschäft Hilkner.